# Agnesiella distincta
Agnesiella distincta är en insektsart som först beskrevs av M. Firoz Ahmed 1985.  Agnesiella distincta ingår i släktet Agnesiella och familjen dvärgstritar. Inga underarter finns listade i Catalogue of Life.